# Diebrock
Diebrock ist ein Stadtteil der Kreisstadt Herford im ostwestfälischen Kreis Herford im Regierungsbezirk Detmold in Nordrhein-Westfalen. Er liegt westlich der Herforder Kernstadt. Diebrock hat 2024 Einwohner. (Stand: 31. Dezember 2015)

## Nachbargemeinden
Diebrock grenzt im Norden an den Herforder Stadtteil Herringhausen-West und im Osten an die Radewiger Feldmark der Kernstadt Herford. Im Südosten bildet die Aa die Grenze zum Stadtteil Elverdissen. Im Süden liegt Herford-Stedefreund und im Westen Herford-Eickum.

## Ortsteile
Innerhalb Diebrocks gibt es die Ortsteile Hausheide und Hollinde.

## Geschichte
Diebrock wurde 1191 als Thibroke erstmals schriftlich erwähnt. In der Grafschaft Ravensberg gehörte die Bauerschaft Diebrock zur Vogtei Schildesche im Amt Sparrenberg. Von 1807 bis 1810 gehörte Diebrock zum Kanton Schildesche im Distrikt Bielefeld des Königreichs Westphalen, das von Jérôme, dem Bruder Napoleons regiert wurde. Nach der Annexion großer Teile Norddeutschlands durch Napoleon Bonaparte im Jahre 1811 gehörte Diebrock bis 1813 zum Kanton Enger im Distrikt Minden des französischen Departements der Oberen Ems. 1816 wurde Diebrock Teil des neuen Kreises Herford und gehörte dort bis zur Kommunalreform am 31. Dezember 1968 zum Amt Herford-Hiddenhausen. Am 1. Januar 1969 wurde Diebrock durch das Herford-Gesetz in die Stadt Herford eingemeindet.

## Landschaft
Diebrock ist nicht sehr stark besiedelt und ist daher ländlich geprägt. Es wird von einigen Bächen durchflossen, so dass es dort auch keine großen Erhebungen gibt.
Unweit der Laarer Straße liegen die Bexterhöfe, die der Austragungsort des internationalen Kinderreitturniers German Friendships sind.

## Friedhof
An der Ecke Hausheider Straße/Junkerweg liegt der Friedhof Diebrock mit einem alten und neuen Teil. Beide Bereiche sind in verschiedene Abteilungen mit Wahlgräbern, Reihengräbern, Rasenreihengräbern mit Grabplatten, Pflegereihengräbern und anonymen Reihengräbern aufgeteilt.

## Schule
In einer ehemaligen städtischen Grundschule an der Hausheider Straße wurde im August 2009 die private Grundschule „Das Forscherhaus“ eröffnet, die ein besonderes pädagogisches Konzept verfolgt. Zur gemeinsamen ersten und zweiten Schulklasse wurden 21 Kinder angemeldet.
Neben der Schule liegt ein städtischer Sportplatz.
Seit September 2013 wird von den Trägern des Forscherhauses in der Innenstadt auch eine Kindertagesstätte betrieben.

## Freiwillige Feuerwehr
Seit 2015 befindet sich das Feuerwehrhaus der Löschgruppe Diebrock der Freiwilligen Feuerwehr der Stadt Herford an der Zeppelinstraße. Die Löschgruppe Diebrock gehört gemeinsam mit der Löschgruppe Elverdissen zum Löschzug Herford Süd.

## Verkehr
Parallel zur Aa verlaufen im Südwesten die Bundesstraße 61 und die Bahnstrecke Hamm–Minden durch den Stadtteil.

## Gewerbe
Nach der Eingemeindung hat die Stadt Herford beiderseits der Laarer Straße das Gewerbegebiet Diebrock mit der Zeppelinstraße geschaffen. Dort haben sich inzwischen u. a. die folgenden Firmen angesiedelt:
- ALSCO Berufskleidungs-Service GmbH
- Brillux (Farben und Lacke)
- Eickmeyer & Gehring GmbH & Co. KG (Schokolade am Stiel)
- Han Bürogeräte GmbH & Co. KG
- Joseph Dresselhaus GmbH & Co. KG (größter gewerblicher Arbeitgeber in Herford: Befestigungs- u. Beschlagtechnik)

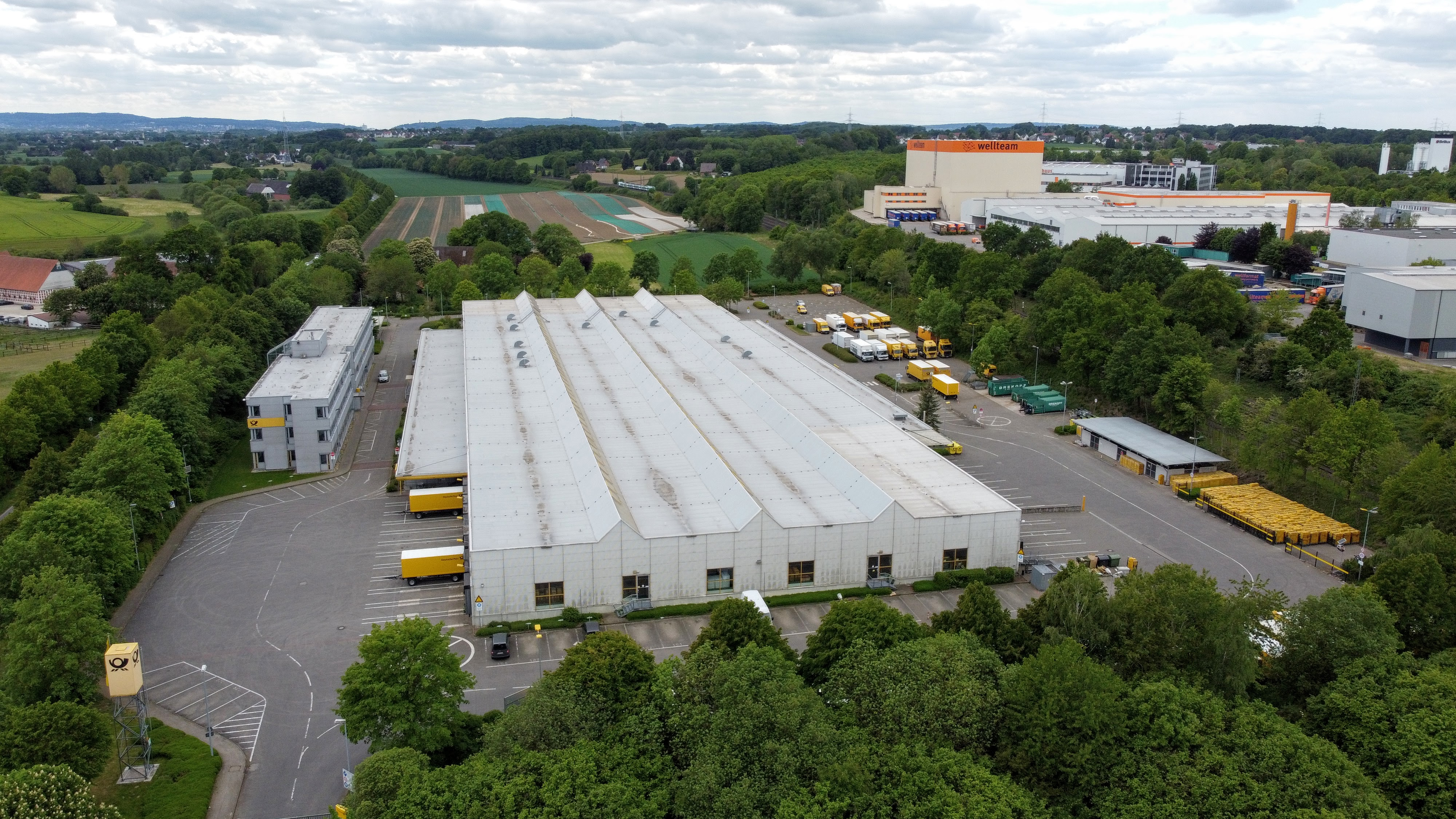
Briefzentrum Herford

- phibri IT-Consulting (IT-Dienstleister)
- Stockmeier Food GmbH & Co. KG (Aromen & Lebensmittelzusatzstoffe)
- Trans-o-flex Express (Logistikunternehmen, Transport von Paketen und Paletten)
- Wellteam (Wellpappenwerk)
- Xylem Water Solutions Deutschland GmbH (Umwelttechnologie unter dem Namen Wedeco)

An der Bielefelder Straße wurde 1996 das Briefzentrum Herford in Betrieb genommen, das für die Postleitregionen 32 und 33 zuständig ist. Seit 2007 wird von dort auch das Paketzentrum Bielefeld geleitet.

## Belege
1. ↑  Stadt Herford: Zahlen, Daten, Fakten
2. ↑  Birgit Meineke: Die Ortsnamen des Kreises Herford. Westfälisches Ortsnamenbuch (WOB). Verlag für Regionalgeschichte, Gütersloh 2011, ISBN 978-3-89534-924-9, S. 75. (PDF)
3. ↑  Martin Bünermann: Die Gemeinden des ersten Neugliederungsprogramms in Nordrhein-Westfalen. Deutscher Gemeindeverlag, Köln 1970, S. 74.